# ヨハン・フリードリヒ (ザクセン選帝侯)

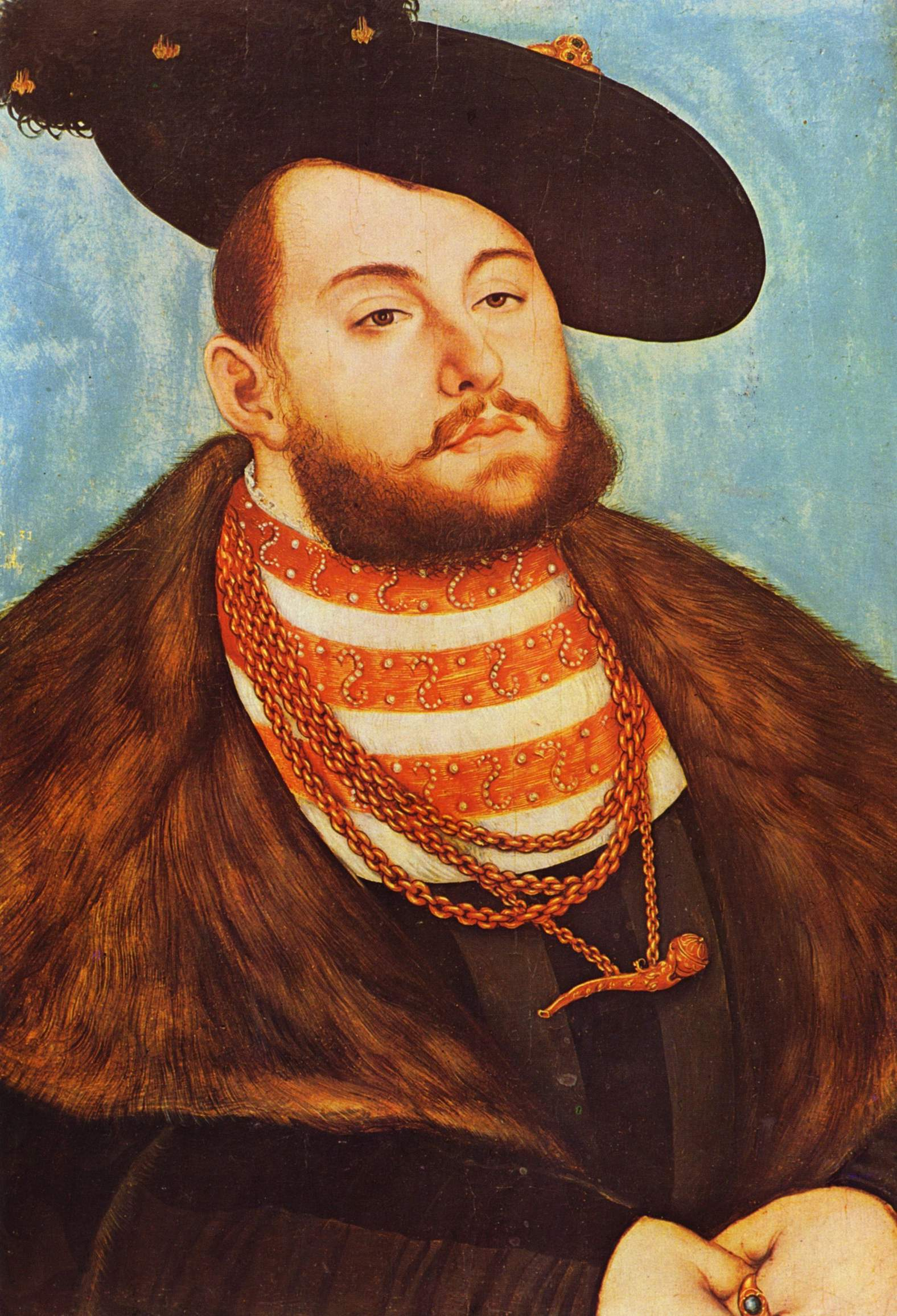
ルーカス・クラナッハ 画

ヨハン・フリードリヒ（1世）（Johann Friedrich (I.), 1503年6月30日 - 1554年3月3日）は、ザクセン選帝侯（在位：1532年 - 1547年）、ザクセン公（在位：1532年 - 1554年）。ヴェッティン家エルンスト系のザクセン選帝侯ヨハンの長男。「度量公」または「豪胆公」（ドイツ語: der Grossmütige、英語: the Magnanimous）と呼ばれた。ベルギー王レオポルド1世は雲孫である。

## 生涯
マルティン・ルターと友好関係にあり、ヘッセン方伯フィリップと共にシュマルカルデン同盟の盟主となった。しかし、1546年のシュマルカルデン戦争を経て、1547年に神聖ローマ皇帝カール5世にミュールベルクの戦いに敗れて捕縛され、選帝侯位と所領を剥奪された。選帝侯位と所領のほとんどは又従弟でヴェッティン家の別系統（アルブレヒト系）に属するモーリッツに与えられ、ヨハン・フリードリヒには「ザクセン公」の肩書とチューリンゲン地方の所領だけが残された。一方で、モーリッツの勢力拡大を恐れたカール5世は、ヨハン・フリードリヒの息子たちにテューリンゲンの各地の方伯として領土を与えて、ヴェッティン家の統一を阻んだ。

## 家族
1527年にユーリヒ＝クレーフェ＝ベルク公ヨハン3世の娘ジビュレと結婚し、4男をもうけた。
- ヨハン・フリードリヒ2世（1529年 - 1595年） - ザクセン公
- ヨハン・ヴィルヘルム（1530年 - 1573年） - ザクセン公、後にザクセン＝ヴァイマル公
- ヨハン・エルンスト（1535年、夭折）
- ヨハン・フリードリヒ3世（1538年 - 1565年） - ザクセン＝ゴータ公